# Феррарская консерватория имени Джироламо Фрескобальди
Феррарская консерватория имени Джироламо Фрескобальди (итал. Conservatorio Statale di Musica Girolamo Frescobaldi di Ferrara) — музыкальное высшее учебное заведение, основанное в Ферраре в 1870 году. С 1894 года носит имя композитора Джироламо Фрескобальди, родившегося в Ферраре.

## История
Первые проекты музыкального учебного заведения в Ферраре относятся к 1837 и 1845 гг., но тогда они не получили одобрения муниципалитета. Однако в 1867 году была создана комиссия для подготовки к открытию консерватории, и 15 января 1870 года было объявлено о приёме студентов в Музыкальный лицей и институт (итал. Liceo o Istituto Musicale). В 1872 году были сформированы семь классов (струнных и духовых инструментов, а также класс теории и сольфеджио) и избран первый директор Лицея. В 1900 году был открыт класс вокала, упразднённый в 1905 году, зато в 1905 году открылся класс фортепиано. Окончательная систематизация процесса обучения в 1910—1930-е гг. связана с периодом руководства Джильфредо Каттолики. В 1937 году Музыкальный институт имени Фрескобальди переехал в новое здание, возведённое специально для него по проекту Карло Савонуцци. В 1939 году открылся концертный зал консерватории, в 1948 году был установлен бюст Фрескобальди. В 1976 году консерватория перешла из муниципальной собственности в государственную и получила нынешнее название. В 1982 году был создан студенческий оркестр.

## Руководители
- Тимотео Пазини (1872—1874)
- Фортунато Маджи (1874—1876)
- Стефано Гобатти[итал.] (1876—1881)
- Филиппо Санджорджи (1881—1893)
- Джованни Мингуцци (1894—1902)
- Пеллегрино Нери (1902—1905)
- Алессандро Перони[итал.] (1905—1910)
- Джильфредо Каттолика (1910—1952)
- Риккардо Нильсен (1952—1976)
- Альфредо Горцанелли (1976—1993)
- Джордано Туньоли (1993—2005)
- Джорджо Фаббри (2006—2010)
- Фернандо Скафати (2016—2019)
- Аннамария Маджезе (с 2022 г.)